# Chiesa di Santa Maria in Gradi
La chiesa di Santa Maria in Gradi è un luogo di culto cattolico di Arezzo.

## Storia e descrizione
In questo luogo esisteva un monastero camaldolese dipendente dalla Badia di Agnano fin dal 1043, anno in cui viene menzionato, in una bolla di Papa Leone XI, un certo Albizzone forse il superiore della Congregazione, al quale viene concessa una chiesa intitolata a Santa Maria identificata, seppur con qualche incertezza con la presente, detta "in Gradi". Il monastero comprendeva l'antica chiesa romanica, costruita verosimilmente tra XI e XII secolo, che doveva essere piuttosto piccola e con un andamento trasversale rispetto all'attuale e della quale rimane la cripta.
Nel 1591 i camaldolesi decisero di costruire la chiesa attuale, su disegno di Bartolomeo Ammannati, terminata nel 1611 con la realizzazione, nello stesso anno, dell'altare maggiore su disegno di Giorgio Vasari il giovane. Poco più tardi, nel 1631 fu costruito il campanile. La decorazione dell'interno e delle sue cappelle fu completata nel corso del Seicento fino alla realizzazione del soffitto ligneo nel 1711. Il monastero fu poi soppresso nel 1783 e di esso rimane solo un piccolo chiostro dietro l'abside dell'attuale chiesa.
La facciata, di spiccata originalità, è un esempio della fase dell'Ammannati nella quale l'anziano e convertito architetto rinuncia agli 'eccessi' decorativi delle sue architetture giovanili ed anche l'uso degli ordini architettonici. La parte inferiore, aperta nell'alto portale archivoltato, presenta infatti un'alternanza tra semplice intonaco e severo bugnato, mentre la parte superiore, timpanata, di analoga semplicità, concede qualcosa al decorativismo solo nella finestra con timpano spezzato e nelle ridotte volute laterali.

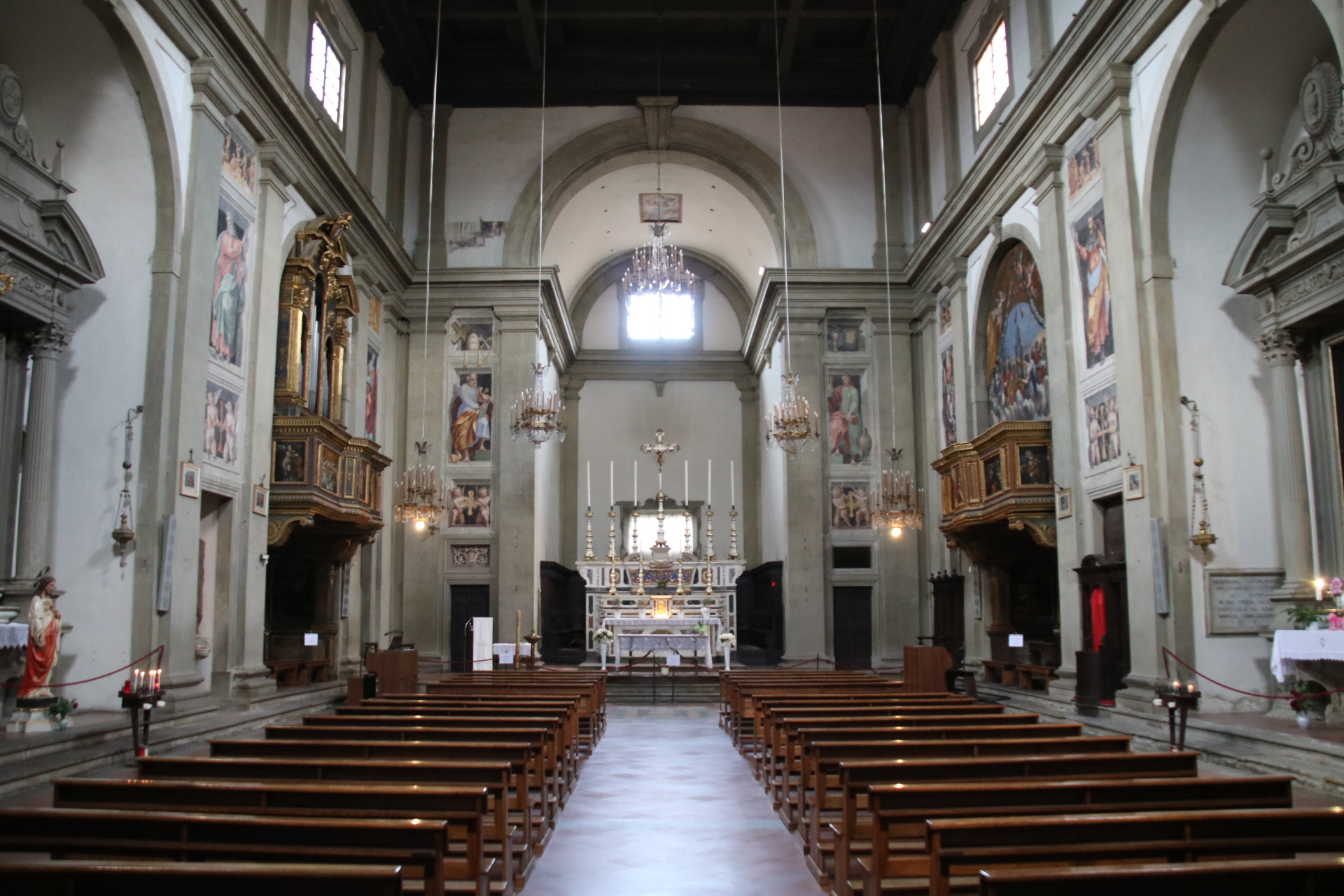
L'interno

Anche l'interno presenta una simile austerità: è un'aula unica priva di transetto, le cui pareti sono scandite da severe lesene con capitelli dorici che reggono una semplice cornice architravata, sopra la quale sono le finestre fiancheggiate da basse paraste. Le pareti sono aperte in tre cappelle laterali poco profonde terminate nel corso del Seicento. Tra le lesene, da finte nicchie si affacciano figure di Apostoli con Scene del martirio subito sopra, dipinte nel 1617 da Ulisse Giocchi, e da Giovan Battista Manzolini. Il soffitto ligneo del 1711 reca lo stemma camaldolese, quello della chiesa e quello della Badia di Agnano.
Il primo altare a destra è ornato dalla pregevole tela con Sant'Andrea Zoerandro e Carlo Borromeo, opera di Vincenzo Dandini del 1658, mentre al secondo altare è posta la Madonna Assunta tra santi di Bernardino Santini, del 1633. Essi precedono immediatamente la cantoria destra e la cappella sottostante, con altare dedicato a San Giuseppe, in cui sono dipinti di Salvi Castellucci, eseguiti tra il 1653 e il 1654.
L'altare maggiore in marmi policromi del primo settecento è quello trasferito dalla chiesa di San Bernardo e dietro di esso il coro ligneo di Silvestro di Francesco, realizzato nel 1629. L'organo di Antonio del Corno, del 1630, sormonta il terzo altare sinistro dedicato a San Bonifazio ed ornato da tele di Bernardino Santini, del 1632: al centro vi è la Crocifissione con San Pietro e San Bernardo ed ai lati San Pietro benedicente a destra ed un Santo vescovo a destra.
Al primo altare a sinistra si trova la Madonna della Misericordia detta anche dei cocci realizzata da Andrea della Robbia alla fine del Quattrocento per la famiglia Carbonati, della quale è lo stemma.
Sotto la chiesa è la cripta romanica dell'XI secolo, unico avanzo dell'antica chiesa, che conserva un Crocifisso ligneo da datarsi tra la fine XIII e l'inizio del XIV secolo.